# حزب مصر الحرة
حزب مصر الحرة - تحت التأسيس - هو حزب سياسي مصري. وكيل المؤسسين: مرتضى منصور وقد أعلن عن نيته لتأسيس الحزب في مارس 2011. وفي فبراير كان قد عكف عبد الله الأشعل على تأسيس حزب بذات الاسم، لكن لا يوجد لذلك الحزب أثر منذ ذلك الحين. اختار منصور لحزبه شعار «حرية.. ديمقراطية.. أمن الوطن ضد الفساد».

## أهداف
أعلن مرتضى منصور عن أهداف الحزب في مارس:
- مزيد من تطبيق الديمقراطية في المجتمع المصري
- إلغاء قانون الطوارئ
- إلغاء حبس الصحفيين
- تطبيق العدالة الاجتماعية
- زيادة معدلات الأجور
- توفير فرص عمل للمواطنين.

## المواقف
ويرشح منصور الفريق/ أحمد شفيق لرئاسة الجمهورية، مستنداً في ذلك إلى «تاريخه الوطنى المشرف في القوات الجوية، ودوره في إعادة إحياء الطيران المصرى ضمن خطوط الطيران العالمية».